# Каммингс, Ирвинг
Ирвинг Каммингс (англ. Irving Cummings; 9 октября 1888 — 18 апреля 1959) — американский киноактёр, режиссёр, продюсер и писатель.

## Биография
Каммингс родился в Нью-Йорке в 1888 году. Ещё в юношеском возрасте, Ирвинг Каммингс вошёл в акционерную компанию Дейвисон и стал театральным актёром в 1900-х, играл на Бродвее в спектаклях «Герой дня», «Большой Подол», «В поисках Грешника». Он был партнёром Генри Миллера и легендарной Лиллиан Расселл (одной из самых известных актрис и певиц конца 19-го и начала 20-го века).
Каммингс приехал в Голливуд из Нью-Йорка в качестве актёра «Pathe Co.», и работал со многими другими организациями, прежде чем присоединиться к «Sol Lesser» (компания известного в то время американского продюсера), чтобы принять участие в формировании новой компании по производству фильмов. Он вошёл в киноиндустрию в 1909 году и быстро стал популярным ведущим актёром. В 1910 году Ирвинг впервые появился на экране, и с этого времени снялся в фильмах «Распутин, черный монах» (1917) в роли князя Юсупова, «Женщина, которая дала» (1918), «Не меняйте вашего мужа» (1919) фильм Сесила Демилля, «Мужчина, женщина и деньги» (1919), «Лучшая жена» (1919).
Ирвинг Каммингс снялся во многих фильмах, но только некоторые из фильмов доступны, за исключением первого художественного фильма Бастера Китона, комедии «Балда» (1920), в котором Каммингс играет нечестного биржевого маклера и в фильме Фреда Нибло «Секс» (1920).
В начале 20-х годов он перешёл на режиссёрскую работу. Он стал режиссёром во время съемок самого продолжительного на то время сериала «Бриллианты с неба» (1915), который включал в себя 30 эпизодов по 30 минут. Его первый режиссёрский полнометражный художественный фильм был назван «Человек с адской реки» (1922), в нём он сыграл роль Пьера де Барре. Каммингс снимал многочисленные немые драмы, вестерны, приключенческие фильмы, и время от времени комедии. Он приобрел широкую известность в 1930 году, когда перешёл на 20th Century Fox.
В 1930 году Ирвинг был номинирован на премию «Оскар» за свою работу «В старой Аризоне». Сам фильм был номинирован в 4-х категориях, за главную роль актёр Уорнер Бакстер получил «Оскар» в категории лучший актёр. В 1934 году Каммингс снял «Гран-Канария». В 30-х и 40-х он проявил свой талант в мюзиклах, снимая любимую исполнительницу Ширли Темпл.
В 1943 году в часть 50-й годовщины рождения кинопромышленности, Каммингс был награждён Золотой медалью Фонда Томаса Эдисона за выдающиеся достижение в искусстве и науке.
Поздний период жизни, большую часть времени он проводил на ранчо близ Дель Мар, Калифорния. Каммингс был женат на актрисе Рут Синклер Каммингс. У них родился сын, Ирвинг-младший, а позже дочь, Джесси. Сын стал сценаристом и продюсером.
Ирвинг Каммингс умер в Лос-Анджелесе 18 апреля 1959 в Голливуде, Калифорния, в госпитале Cedars-Sinai Medical Center.

## Фильмография
- 1921 — Corporal Jim's Ward  ... короткометражка
- 1921 — The Rope's End  ... короткометражка
- 1921 — The False Trail ... короткометражка
- 1922 — Плоть и кровь / Flesh and Blood
- 1922 — Paid Back
- 1922 — Человек с дьявольской реки / The Man from Hell's River
- 1923 — East Side - West Side
- 1923 — Broken Hearts of Broadway
- 1924 — Stolen Secrets
- 1924 — Riders Up
- 1924 — In Every Woman's Life
- 1924 — The Rose of Paris
- 1924 — Шоссе дураков / Fools' Highway
- 1925 — As Man Desires
- 1925 — The Desert Flower
- 1925 — Infatuation
- 1926 — Наводнение в Джонстауне / The Johnstown Flood
- 1926 — Rustling for Cupid
- 1926 — The Midnight Kiss
- 1926 — Вне деревни / The Country Beyond
- 1926 — Bertha, the Sewing Machine Girl
- 1927 — The Brute
- 1928 — Одетый убивать / Dressed to Kill
- 1928 — Роман преступного мира / Romance of the Underworld
- 1928 — В старой Аризоне / In Old Arizona
- 1929 — Not Quite Decent
- 1929 — Позади того занавеса / Behind That Curtain
- 1930 — Камея Кибри / Cameo Kirby
- 1930 — On the Level
- 1930 — К чёрту женщин / A Devil with Women
- 1931 — Священный ужас / A Holy Terror
- 1931 — Сиско Кид / The Cisco Kid
- 1932 — Attorney for the Defense
- 1932 — The Night Club Lady
- 1932 — Man Against Woman
- 1933 — Охота на человека / Man Hunt
- 1933 — The Woman I Stole
- 1933 — Безумная игра / The Mad Game
- 1934 — I Believed in You
- 1934 — Grand Canary
- 1934 — Парад белых халатов / The White Parade
- 1935 — Этот маленький мир / It's a Small World
- 1935 — Кудряшка / Curly Top
- 1936 — Nobody's Fool
- 1936 — Бедная, маленькая богатая девочка / Poor Little Rich Girl
- 1936 — Спальня для девушек / Girls' Dormitory
- 1936 — White Hunter
- 1937 — Вок 1938 года / Vogues of 1938
- 1937 — Merry Go Round of 1938
- 1938 — Маленькая мисс Бродвей / Little Miss Broadway
- 1938 — За углом / Just Around the Corner
- 1938 — Джесси Джеймс. Герой вне времени / Jesse James
- 1939 — История Александра Грэхема Белла / The Story of Alexander Graham Bell
- 1939 — Голливудская кавалькада / Hollywood Cavalcade
- 1939 — Всё случается ночью / Everything Happens at Night
- 1940 — Лиллиан Расселл / Lillian Russell
- 1940 — Даже по-аргентински / Down Argentine Way
- 1941 — Та ночь в Рио / That Night in Rio
- 1941 — Белль Старр / Belle Starr
- 1941 — Луизианская покупка / Louisiana Purchase
- 1942 — Моя девушка Сэл / My Gal Sal
- 1942 — Весна в скалистых горах / Springtime in the Rockies
- 1943 — Милая Рози О'Грэйди / Sweet Rosie O'Grady
- 1943 — What a Woman!
- 1944 — The Impatient Years
- 1945 — Сестрички Долли / The Dolly Sisters
- 1951 — Двойной динамит / Double Dynamite